# 16 Lines
«16 Lines» (с англ. — «16 дорожек») — песня американского рэпера Lil Peep с его посмертного альбома Come Over When You’re Sober, Pt. 2 (2018).
Несмотря на то, что эта песня не была выпущена синглом, на неё имеется музыкальный клип, который был снят ещё при жизни Густава Ара.

## История
16 ноября 2017 года, на следующий день после смерти артиста, в сети появилась неизданная композиция и видеоклип ныне[стиль] покойного исполнителя.
В октябре 2018 года стал известен трек-лист грядущего посмертного альбома, в котором оказался ранее слитый[прояснить] трек.
9 ноября 2018 года состоялась официальная премьера альбома, в котором находился ранее слитый[стиль] трек, который подвергся небольшим звуковым изменениям.
16 января 2019 года в Instagram-аккаунте исполнителя появился тизер видеоклипа, который вышел в этот же день на YouTube-канале артиста.
10 ноября 2023 года вышел альбом Come Over When You’re Sober, Pt. 2 (og version), в котором вошли почти все оригинальные версии песен, в том числе и «16 Lines» вместе с оригинальной версии клипа

## Чарты
| Чарт (2018)             | Высшая позиция |
| ----------------------- | -------------- |
| Новая Зеландия (NZ Hot) | 18             |
| Швейцария (SVK)         | 58             |
| Швейцария (CZE)         | 80             |